# Geoffrey Tréand
Geoffrey Tréand (Annemasse, 16 gennaio 1986) è un allenatore di calcio ed ex calciatore francese, di ruolo centrocampista.

## Carriera
Dopo aver giocato per il Neuchâtel Xamax e il Sion, il 18 giugno 2012 viene annunciato il suo ritorno a Ginevra dopo aver firmato un contratto che lo lega per tre stagioni al Servette.

## Palmarès

### Club

#### Competizioni nazionali
- Challenge League: 1

Neuchâtel Xamax: 2017-2018